# Suca
Suca är ett släkte av insekter. Suca ingår i familjen myrlejonsländor.
Kladogram enligt Catalogue of Life:
| Suca | \| \| Suca delicata \| \| \| \| \| \| Suca satura \| \| \| \| |
|      | \| \| Suca delicata \| \| \| \| \| \| Suca satura \| \| \| \| |
|      | Suca delicata                                                 |
|      |                                                               |
|      | Suca satura                                                   |
|      |                                                               |